# Die Jungfrau züchtigt das Jesuskind vor drei Zeugen: André Breton, Paul Éluard und dem Maler
Die Jungfrau züchtigt das Jesuskind vor drei Zeugen: André Breton, Paul Éluard und dem Maler (frz.: La vierge corrigeant l’enfant Jésus devant trois témoins: André Breton, Paul Éluard et le peintre) ist ein von Max Ernst im Jahr 1926 in Paris vollendetes Gemälde des Surrealismus, das erstmals im Pariser Salon des Indépendants gezeigt wurde, wo es einen Skandal auslöste.

## Beschreibung
In einem nach oben offenen Raum sitzt eine junge Frau mit Heiligenschein, gekleidet in einen knöchellangen, weiten blauen Rock und ein enganliegendes, dekolletiertes rotes Oberteil, auf einer Art Sockel. Mit ihrem rechten Arm holt sie weit aus, um einem in ihrem Schoß liegenden blondgelockten Kind auf das bereits gerötete bloße Hinterteil zu schlagen. Links im Bild betrachten drei Personen durch ein kleines Fenster in der Wand von außen die Szenerie. 
Der zum Schlag erhobene Arm der Jungfrau ist im Ellbogen so stark abgewinkelt, dass sich die Handfläche nach oben richtet. Ebenso willkürlich erscheint der Raum der Szenerie: Die Wände scheinen in spitzen Winkeln zueinanderzustehen und zeigen eine irrationale Perspektive. Der Boden und der Sockel, auf dem die Jungfrau sitzt, kippen dem Betrachter entgegen, während die Figuren sich lediglich in leichter Aufsicht zeigen. Die enge Begrenzung des Raums öffnet sich im Hintergrund und nach oben in einen blauen, leeren Himmel. Das ohne erkennbare Quelle einfallende Licht lässt das Gesicht der jungen Frau im Schatten. Die drei durch das Fenster lugenden Personen, deren Standort ungewiss bleibt, sind Porträts von André Breton, Paul Éluard und dem Maler selbst. In den rechts zu Boden gefallenen Heiligenschein des Kindes hat der Maler seine Signatur gesetzt.
Die Farbigkeit des Bildes basiert auf den Grundfarben Blau, Rot und Gelb sowie einem Erdton in Sockel, Haar und Haut und Weiß. Die Kleidung der Jungfrau ist in den reinen Farben Rot und Blau angelegt, die Farben der Wände sind mit Weiß gebrochenes Rot und Grün, gemischt aus Gelb und Blau. Der Boden zeigt ein farbiges Grau aus der Mischung von Blau und einem Orange aus Rot und Gelb.

## Ikonografie
|  |  |

Madonna und Venus
Links: Raffael: Madonna im Grünen, Gemälde 1506
Rechts: Agostino Carracci: Venus züchtigt Amor, Kupferstich, um 1590–1595
Der Heiligenschein von Mutter und Kind sowie die Farbgebung der Kleidung in Rot und Blau sind den italienischen Madonnendarstellungen der Renaissance und des Manierismus entlehnt und lassen keinen Zweifel an einem im Bild hergestellten Bezug des profanen Motivs der Züchtigung zum sakralen Kontext der „Mutter Gottes“. Bezüglich der extrem verlängerten Glieder orientiert der Maler sich an manieristischen Künstlern wie Parmigianino, besonders an dessen Gemälde Madonna mit dem langen Hals.
Die drei Weisen aus dem Morgenland sind ein weiteres Traditionsmotiv, das der Künstler aufgreift. Doch statt der Heiligen drei Könige, die dem Jesuskind ihre Huldigung darbringen, erscheinen drei lebende Intellektuelle als „Zeugen“ im Bild, die, so eine Interpretation, in ihrem distanziert dargestellten Auftreten ein modernes religionskritisches Bewusstsein repräsentieren sollen.
Zitiert wird ebenso das klassische Sujet des „Amor poenitus“, des von Venus gezüchtigten Amorknaben, ein im Barock und Rokoko beliebtes Motiv: Venus bestraft ihren Amor, wenn er zu viel Unfug angestellt und zum Beispiel – so die Mythologie – die in Endymion verliebte Göttin Luna mit seinen Pfeilen so traktiert hat, dass diese sich bei Venus über ihn beschwert.

## Form
Die Figuration der Jungfrau Maria referenziert mit seiner Anlage in Form eines Dreiecks „das klassische Kompositionsschema von Marienbildern seit der Renaissance“. Die den Raum bestimmenden „Kulissen“ zeigen sich als „windschief und inkonsistent“, zu erkennen zum Beispiel an der Diagonale in der rechten Bildecke, die die Signatur unterstreicht, aber räumlich „ins Nichts“ führt.
Die nach oben offene Architektur mit den spitzwinklig zulaufenden Wänden erinnert vielmehr an die Konstruktionen der expressionistischen Bühne. Die irrationale, uneinheitliche Perspektive und die Verschachtelungen der Kulisse sowie die starke Aufsicht verweisen auf die Pittura metafisica des italienischen Malers Giorgio de Chirico und auf die Verfahren des Kubismus.

## Einordnung

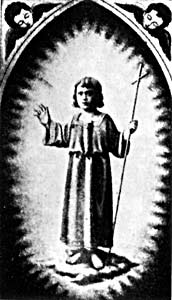
Philipp Ernst: Max Ernst als Jesuskind, um 1896

Das Gemälde wird als Brücke zwischen den frühen dadaistischen Darstellungen Max Ernsts und seinen späteren abstrakt-surrealen Kompositionen eingeordnet. Es verbindet in surrealistischer Manier Profanes und Heiliges und verweist damit auf ein zentrales Verfahren des späteren Surrealismus, die Kombinatorik, ein Verfahren zur Entfremdung des Wirklichen. Die provokante Darstellung soll durch André Breton inspiriert worden sein, den „Papst“ der Surrealisten.
Bereits 1936, 10 Jahre nach der Entstehung, nahm die französische Zeitschrift Cahiers d’Art in einer Sondernummer auf Max Ernsts katholische Erziehung Bezug. Max Ernst war in einer katholischen Lehrerfamilie aufgewachsen. Der Vater Ernsts war Taubstummenlehrer und hatte als Laienmaler Freunde und Familienangehörige porträtiert. Im Jahr 1896 war der kleine, blauäugige blondgelockte Junge, bekleidet mit einem roten „Punjel“ (Nachtkleid), mit einer Peitsche in der Hand nachmittags ungesehen dem Elternhaus entschlüpft. Kevelaer-Pilger hatten ihn gesehen und ihn ehrfurchtsvoll als „Et Kriskink!“ bezeichnet. Philipp Ernst malte seinen Sohn Max anschließend als kleinen Jesusknaben mit einem Kreuz in der Hand statt der Peitsche. Max Ernst selbst legte Wert auf die Feststellung, es sei an dem Bild nichts weiter Mysteriöses, denn er wurde gern als Christkind und Engel porträtiert, was ihn dennoch vor gelegentlicher Strafe durch seine Mutter nicht schützte: „Obwohl ich also das Jesuskind war, bin ich von meiner Mutter, die das Modell für die Madonna abgab, versohlt worden.“
Der Humanist Joachim Kahl interpretiert das Madonnenbild über den autobiografischen Hintergrund hinaus als Ablösung des Künstlers vom Elternhaus und dessen konfessioneller Prägung.

## Rezeption

### Kritik
Das Bild erregte bei seinen ersten Präsentationen 1926 öffentliches Aufsehen. Der Grund für die Ablehnung durch klerikale Kreise in Paris soll nach Max Ernsts Aussage nicht gewesen sein, dass das Jesuskind geschlagen wurde, sondern dass sein Heiligenschein heruntergerollt war. Das Bild sollte im selben Jahr in einer Ausstellung der „Kölner Sezession“ im Kölnischen Kunstverein gezeigt werden. Der Erzbischof forderte damals dazu auf, es aus der Ausstellung zu entfernen. Ein Repräsentant des Erzbischofs Karl Joseph Schulte soll gemäß einem Spiegelinterview Max Ernsts die Katholikenversammlung im Gürzenich mit den Worten geschlossen haben: „Der Maler Max Ernst ist aus der Kirche ausgeschlossen, und ich rufe die Versammlung auf zu einem dreimaligen ‚Pfui‘.“ Ernst sparte sich damit nach eigenen Angaben die Kirchensteuer. Der Politikwissenschaftler Klaus von Beyme sieht den nachmalig oft behaupteten Skandal um die Erstausstellung des Bildes in Köln als übertrieben an: „Die manchmal in der Literatur auftauchende Behauptung, der Erzbischof von Köln habe das Bild von Max Ernst […] gerügt, scheint nicht zuzutreffen. Jedenfalls lag nichts Justiziables vor“.
Das Museum Ludwig drückt sich in seiner Audiodatei für die Betrachter des Gemäldes wie folgt aus: „Auf Ausstellungen erregte das Bild großes Aufsehen. In Paris demonstrierten 1926 katholische Künstler, und in Köln ließ der Erzbischof das Bild entfernen“.
|  |  |

Vermutete Vorlagen
Links: Michelangelo: Ignudo, 1511
Rechts: Tintoretto: Ariadne, Venus und Bacchus, 1578

### Wissenschaft
Der Kunsthistoriker Roland Krischel stellte Bezüge zu Michelangelos Deckenfresko zur Genesis in der Sixtinischen Kapelle her, auf dem eine der nackten Rahmenfiguren zur Genesis 1, 3–5 in ihrer Haltung der schlagenden Maria ähnelt, sowie zu einem Gemälde Jacopo Tintorettos aus dem Dogenpalast in Venedig, in dem die Figur der Venus dem Jesusknaben ähnelt – wenn auch gespiegelt. Anhand von Computeruntersuchungen vermutet Krischel, dass Max Ernst sein Gemälde mit Hilfe von durchgepausten Abbildungen der italienischen Gemälde zusammengebaut hat. Die Collage, das Kombinieren von Drucken oder Fotografien zu neuen Werken mit eigener Aussage, ist in den Arbeiten von Max Ernst häufig zu finden.

### Kabarett
In einem satirischen Diskurs skizzierten der Kabarettist Jürgen Becker und der Geschichtenerzähler Martin Stankowski während ihres Kabarettstücks Plädoyer für die Wiedereinführung der Prügelstrafe, aufgeführt im Juli 2010 im Museum Ludwig, anhand des Bildes über Möglichkeiten der Kunst, die Wahrnehmung für die Skandale um sexuellen Missbrauch und körperliche Gewalt innerhalb der katholischen Kirche zu erweitern. Dies wird gesellschaftskritisch mit der Frage verbunden, weshalb in der Gegenwart Kinder geschlagen werden. Mit ähnlicher Zielrichtung zeigte Becker in seinem Programm Der Künstler ist anwesend (2011–2016) auf der Bühne eine großformatige Kopie des Bildes als Einstieg in seine „Kunstgeschichte“, wobei insgesamt etwa 120 Werke bekannter Künstler als Anschauungsmaterial dienten. Im November 2012 war das Programm im Max Ernst Museum in Brühl zu sehen.

## Provenienz
Das Gemälde kam 1984 in die Sammlung Ludwig. Vorbesitzer waren drei Privatsammler aus Brüssel sowie die Galerie von Ernst Beyeler in Basel.